# Хюриет (квартал в Газиосманпаша)
„Хюриет“ (на турски: Hürriyet) е квартал на Истанбул, разположен в околия Газиосманпаша. Общата му площ е 0,46 км2. Според данни на Адресната система за регистриране на населението (ABPRS) към 2023 г. населението на „Хюриет“ е 27 123 жители.